# Mazus mccannii
Mazus mccannii är en tvåhjärtbladig växtart som beskrevs av Blatter och Hallb.. Mazus mccannii ingår i släktet Mazus och familjen Mazaceae. Inga underarter finns listade i Catalogue of Life.